# 庄建
庄建（1964年—），福建平潭人，汉族，中华人民共和国政治人物。

## 生平
毕业于广东省心血管病研究所心血管外科专业。加入中国共产党。2013年，担任全国人大代表。2018年2月24日，当选为第十三届全国人大代表。